# XoloX
XoloX est un ancien logiciel pair-à-pair basé sur le réseau Gnutella.